# Dagon minima
Dagon minima är en fjärilsart som beskrevs av Johannes Karl Max Röber 1914. Dagon minima ingår i släktet Dagon och familjen praktfjärilar. Inga underarter finns listade i Catalogue of Life.